# Sogotrade

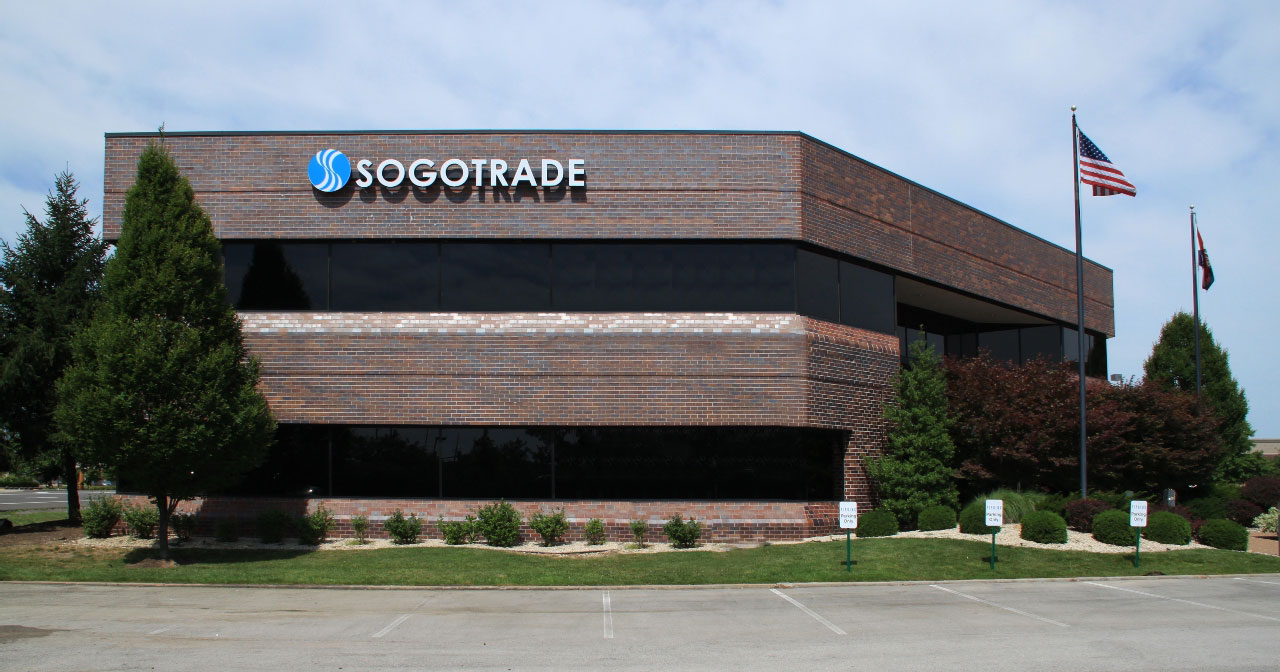
SogoTrade美國中西部聖路易斯服務中心

SogoTrade, Inc，簡稱SogoTrade，是一家美國的平價網絡證券經紀公司。該公司之服務品項涵蓋股票、期權、ETF及教育儲蓄賬戶等廣泛投資性商品及多元化市場研究工具。該公司在紐約、聖路易和洛杉磯設有分公司，并在上海设有郵件中心。此外，SogoTrade, Inc也是美國金融業監管局和證券投資者保護公司會員。
2006年，SogoTrade（當時名為SogoInvest）被《福布斯》評為“折扣最深的股票經紀公司”。 2014年3月，Top Consumer Reviews 將SogoTrade評為“最佳網絡股票經紀公司”，並指出其佣金在“網絡股票經紀行業中最低”。  2014年3月，SogoTrade獲得Barron's 最佳網絡經紀公司三星評級。